# Naufragio del Namyoung-Ho
El hundimiento del Namyoung-Ho (coreano: 남영호 침몰 사고) fue un accidente marítimo que ocurrió en el mar cerca de Corea del Sur el 15 de diciembre de 1970. Ese día, el transbordador surcoreano Namyoung-Ho se hundió en el estrecho de Corea. El barco se dirigía desde Seogwipo-si al puerto de Seongsanpo cerca de Busan, antes de hundirse a unas 28 millas (45 km) de Yeosu y Jeollanam.

## Barco
El transbordador era un buque de 362 toneladas, con una capacidad reportada de 321 personas y 140 toneladas de carga.

## Naufragio
El 12 de diciembre de 1970, el ferry partió con 338 pasajeros a bordo en ruta a la isla de Jeju desde Busan. El hundimiento del 14 de diciembre se atribuyó a la sobrecarga del barco, con informes iniciales que indicaban que el ferry se inclinó hacia un lado después de que se colocaron 150 cajas de mandarinas en un lado del barco.
En 2014 volvió a repetirse una tragedia similar en Corea del Sur con el naufragio del Sewol que provocó más de 300 muertes en circunstancias parecidas a las del Namyoung-Ho.

## Otros naufragios similares de buques surcoreanos
- Naufragio del MV Seohae: 10 de octubre de 1993, 292 muertos.
- Naufragio del Sewol: 16 de abril de 2014, 305 muertos.